# Доржнямбуугийн Отгондалай
Доржнямбуугийн Отгондалай (нар. 28 січня 1988) — монгольський боксер-любитель, що виступає у легкій ваговій категорії, бронзовий призер олімпійських ігор 2016 року та чемпіонату світу 2017 року, чемпіон Азії (2015) та Азійських ігор (2014).

## Аматорська кар'єра

### Чемпіонат світу 2011
- 1/32 фіналу. Переміг Ховханнеса Башкова (Вірменія) 24-13
- 1/16 фіналу. Переміг Лін Джі Юнга (Південна Корея) 15-3
- 1/8 фіналу. Програв Джон Джо Невіну (Ірландія) 18-18+

### Чемпіонат світу 2013
- 1/32 фіналу. Переміг Джона Маітаі (Кенія) 3-0
- 1/16 фіналу. Програв Робсону Консейсао (Бразилія) 1-2

### Чемпіонат світу 2015
- 1/8 фіналу. Переміг Доменіко Валентіно (Італія) 3-0
- 1/4 фіналу. Програв Ельнуру Абдураімову (Узбекистан) 0-3

### Олімпійські ігри 2016
- 1/8 фіналу. Переміг Енріко Лакруза (Нідерланди) 2-1
- 1/4 фіналу. Переміг Реда Бенбазіза (Алжир) 3-0
- 1/2 фіналу. Програв Софьяну Уміа (Франція) 0-3

### Чемпіонат світу 2017
- 1/8 фіналу. Переміг Павла Іщенка (Ізраїль) 5-0
- 1/4 фіналу. Переміг Луіса Анхеля Кабрера (Венесуела) 5-0
- 1/2 фіналу. Програв Софьяну Уміа (Франція) 0-5